# 8e étape du Tour de France 2017
Pour un article plus général, voir Tour de France 2017.
La 8e étape du Tour de France 2017 se déroule le samedi 8 juillet 2017 entre Dole et la station des Rousses, sur une distance de 187,5 kilomètres. Elle est remportée par Lilian Calmejane.

## Parcours
Cette étape de moyenne montagne est tracée intégralement dans le département et le massif du Jura. Elle est orientée principalement au sud, puis au nord-est dans les 50 derniers kilomètres.
Après 30 kilomètres relativement plats, la route s'élève à partir d'Arbois, bien qu'aucune des premières difficultés ne soient répertoriées pour le Grand Prix de la montagne. Le sprint intermédiaire est situé à Montrond, au point kilométrique 45,5.
Le col de la Joux (1 026 m) et la côte de Viry (748 m), classés respectivement en 3e et 2e catégorie, viennent ponctuer l'étape avant la traversée de Saint-Claude, au pied de la montée finale de la combe de Laisia Les Molunes (1ère catégorie).
Au sommet, 12 kilomètres de faux plats montants et descendants restent à parcourir pour les coureurs, avant de rallier l'arrivée, jugée au pied du massif de la Serra, sur la commune de Lamoura dans la station des Rousses.

## Déroulement de la course
Le départ de Dole est rapide et aucune échappée ne parvient à se détacher. Finalement, plus de quarante coureurs s'échappent, alors qu'Arnaud Démare est lâché. Lilian Calmejane accélère après Saint-Claude, dans la montée de Laisia-Les Molunes. Il lâche Nicolas Roche, résiste au retour de Robert Gesink, passe le col en tête et réussit la descente malgré une crampe à 5 kilomètres de l'arrivée. Il franchit la ligne 37 secondes avant Gesink.

## Résultats

### Classement de l'étape
| \| Classement de l'étape \| Classement de l'étape \| Classement de l'étape \| Classement de l'étape \| Classement de l'étape \| \| Coureur \| Coureur \| Pays \| Équipe \| Temps \| \| --------------------- \| --------------------- \| --------------------- \| --------------------- \| --------------------- \| \| 1er \| Lilian Calmejane \| France \| Direct Énergie \| 4 h 30 min 29 s \| \| 2e \| Robert Gesink \| Pays-Bas \| LottoNL-Jumbo \| + 37 s \| \| 3e \| Guillaume Martin \| France \| Wanty-Groupe Gobert \| + 50 s \| \| 4e \| Nicolas Roche \| Irlande \| BMC Racing Team \| + 50 s \| \| 5e \| Roman Kreuziger \| Tchéquie \| Orica-Scott \| + 50 s \| \| 6e \| Fabio Aru \| Italie \| Astana \| + 50 s \| \| 7e \| Michael Valgren \| Danemark \| Astana \| + 50 s \| \| 8e \| Rafał Majka \| Pologne \| Bora-Hansgrohe \| + 50 s \| \| 9e \| Nathan Brown \| États-Unis \| Cannondale-Drapac \| + 50 s \| \| 10e \| Romain Hardy \| France \| Fortuneo-Oscaro \| + 50 s \| |                  |            |                     |                 |
| |                  |            |                     |                 |
| Source : ProCyclingStats |                  |            |                     |                 |
| Classement de l'étape |                  |            |                     |                 |
| Coureur | Coureur          | Pays       | Équipe              | Temps           |
| 1er | Lilian Calmejane | France     | Direct Énergie      | 4 h 30 min 29 s |
| 2e | Robert Gesink    | Pays-Bas   | LottoNL-Jumbo       | + 37 s          |
| 3e | Guillaume Martin | France     | Wanty-Groupe Gobert | + 50 s          |
| 4e | Nicolas Roche    | Irlande    | BMC Racing Team     | + 50 s          |
| 5e | Roman Kreuziger  | Tchéquie   | Orica-Scott         | + 50 s          |
| 6e | Fabio Aru        | Italie     | Astana              | + 50 s          |
| 7e | Michael Valgren  | Danemark   | Astana              | + 50 s          |
| 8e | Rafał Majka      | Pologne    | Bora-Hansgrohe      | + 50 s          |
| 9e | Nathan Brown     | États-Unis | Cannondale-Drapac   | + 50 s          |
| 10e | Romain Hardy     | France     | Fortuneo-Oscaro     | + 50 s          |

### Points attribués
| Sprint intermédiaire - Montrond (km 45,5) | Sprint intermédiaire - Montrond (km 45,5) | Sprint intermédiaire - Montrond (km 45,5) | Sprint intermédiaire - Montrond (km 45,5) | Sprint intermédiaire - Montrond (km 45,5) |
| ----------------------------------------- | ----------------------------------------- | ----------------------------------------- | ----------------------------------------- | ----------------------------------------- |
|                                           | Coureur                                   | Pays                                      | Équipe                                    | Point(s)                                  |
| 1er                                       | André Greipel                             | Allemagne                                 | Lotto-Soudal                              | 20                                        |
| 2e                                        | Michael Matthews                          | Australie                                 | Sunweb                                    | 17                                        |
| 3e                                        | Marcel Kittel                             | Allemagne                                 | Quick-Step Floors                         | 15                                        |
| 4e                                        | Sonny Colbrelli                           | Italie                                    | Bahrain-Merida                            | 13                                        |
| 5e                                        | Alexander Kristoff                        | Norvège                                   | Katusha-Alpecin                           | 11                                        |
| 6e                                        | Alexis Vuillermoz                         | France                                    | AG2R La Mondiale                          | 10                                        |
| 7e                                        | Tony Gallopin                             | France                                    | Lotto-Soudal                              | 9                                         |
| 8e                                        | Jack Bauer                                | Nouvelle-Zélande                          | Quick-Step Floors                         | 8                                         |
| 9e                                        | Lilian Calmejane                          | France                                    | Direct Énergie                            | 7                                         |
| 10e                                       | Danilo Wyss                               | Suisse                                    | BMC Racing                                | 6                                         |
| 11e                                       | Sylvain Chavanel                          | France                                    | Direct Énergie                            | 5                                         |
| 12e                                       | Rudy Molard                               | France                                    | FDJ                                       | 4                                         |
| 13e                                       | Warren Barguil                            | France                                    | Sunweb                                    | 3                                         |
| 14e                                       | Philippe Gilbert                          | Belgique                                  | Quick-Step Floors                         | 2                                         |
| 15e                                       | Fabio Sabatini                            | Italie                                    | Quick-Step Floors                         | 1                                         |
| modifier                                  |                                           |                                           |                                           |                                           |

| Arrivée d'étape - Station des Rousses (km 187,5) | Arrivée d'étape - Station des Rousses (km 187,5) | Arrivée d'étape - Station des Rousses (km 187,5) | Arrivée d'étape - Station des Rousses (km 187,5) | Arrivée d'étape - Station des Rousses (km 187,5) |
| ------------------------------------------------ | ------------------------------------------------ | ------------------------------------------------ | ------------------------------------------------ | ------------------------------------------------ |
|                                                  | Coureur                                          | Pays                                             | Équipe                                           | Point(s)                                         |
| 1er                                              | Lilian Calmejane                                 | France                                           | Direct Énergie                                   | 30                                               |
| 2e                                               | Robert Gesink                                    | Pays-Bas                                         | Lotto NL-Jumbo                                   | 25                                               |
| 3e                                               | Guillaume Martin                                 | France                                           | Wanty-Groupe Gobert                              | 22                                               |
| 4e                                               | Nicolas Roche                                    | Irlande                                          | BMC Racing                                       | 19                                               |
| 5e                                               | Roman Kreuziger                                  | Tchéquie                                         | Orica-Scott                                      | 17                                               |
| 6e                                               | Fabio Aru                                        | Italie                                           | Astana                                           | 15                                               |
| 7e                                               | Michael Valgren                                  | Danemark                                         | Astana                                           | 13                                               |
| 8e                                               | Rafał Majka                                      | Pologne                                          | Bora-Hansgrohe                                   | 11                                               |
| 9e                                               | Nathan Brown                                     | États-Unis                                       | Cannondale-Drapac                                | 9                                                |
| 10e                                              | Romain Hardy                                     | France                                           | Fortuneo-Oscaro                                  | 7                                                |
| 11e                                              | Carlos Betancur                                  | Colombie                                         | Movistar                                         | 6                                                |
| 12e                                              | Louis Meintjes                                   | Afrique du Sud                                   | UAE Emirates                                     | 5                                                |
| 13e                                              | Dan Martin                                       | Irlande                                          | Quick-Step Floors                                | 4                                                |
| 14e                                              | Emanuel Buchmann                                 | Allemagne                                        | Bora-Hansgrohe                                   | 3                                                |
| 15e                                              | Mikel Landa                                      | Espagne                                          | Sky                                              | 2                                                |
| modifier                                         |                                                  |                                                  |                                                  |                                                  |

|   | Coureur          | Pays     | Équipe              | Secondes |
| - | ---------------- | -------- | ------------------- | -------- |
| 1 | Lilian Calmejane | France   | Direct Énergie      | 10 s     |
| 2 | Robert Gesink    | Pays-Bas | Lotto NL-Jumbo      | 6 s      |
| 3 | Guillaume Martin | France   | Wanty-Groupe Gobert | 4 s      |

### Cols et côtes
| Col de la Joux (km 101,5) 3e catégorie (6,1 km à 4,7%) | Col de la Joux (km 101,5) 3e catégorie (6,1 km à 4,7%) | Col de la Joux (km 101,5) 3e catégorie (6,1 km à 4,7%) | Col de la Joux (km 101,5) 3e catégorie (6,1 km à 4,7%) | Col de la Joux (km 101,5) 3e catégorie (6,1 km à 4,7%) |
| ------------------------------------------------------ | ------------------------------------------------------ | ------------------------------------------------------ | ------------------------------------------------------ | ------------------------------------------------------ |
|                                                        | Coureur                                                | Pays                                                   | Équipe                                                 | Point(s)                                               |
| 1er                                                    | Warren Barguil                                         | France                                                 | Sunweb                                                 | 2                                                      |
| 2e                                                     | Serge Pauwels                                          | Belgique                                               | Dimension Data                                         | 1                                                      |
| modifier                                               |                                                        |                                                        |                                                        |                                                        |

| Côte de Viry (km 138,5) 2e catégorie (7,6 km à 5,2%) | Côte de Viry (km 138,5) 2e catégorie (7,6 km à 5,2%) | Côte de Viry (km 138,5) 2e catégorie (7,6 km à 5,2%) | Côte de Viry (km 138,5) 2e catégorie (7,6 km à 5,2%) | Côte de Viry (km 138,5) 2e catégorie (7,6 km à 5,2%) |
| ---------------------------------------------------- | ---------------------------------------------------- | ---------------------------------------------------- | ---------------------------------------------------- | ---------------------------------------------------- |
|                                                      | Coureur                                              | Pays                                                 | Équipe                                               | Point(s)                                             |
| 1er                                                  | Warren Barguil                                       | France                                               | Sunweb                                               | 5                                                    |
| 2e                                                   | Jan Bakelants                                        | Belgique                                             | AG2R La Mondiale                                     | 3                                                    |
| 3e                                                   | Serge Pauwels                                        | Belgique                                             | Dimension Data                                       | 2                                                    |
| 4e                                                   | Greg Van Avermaet                                    | Belgique                                             | BMC Racing                                           | 1                                                    |
| modifier                                             |                                                      |                                                      |                                                      |                                                      |

| \| Côte de la Combe de Laisia - Les Molunes (km 175,5) 1re catégorie (11,7 km à 6,4%) \| Côte de la Combe de Laisia - Les Molunes (km 175,5) 1re catégorie (11,7 km à 6,4%) \| Côte de la Combe de Laisia - Les Molunes (km 175,5) 1re catégorie (11,7 km à 6,4%) \| Côte de la Combe de Laisia - Les Molunes (km 175,5) 1re catégorie (11,7 km à 6,4%) \| Côte de la Combe de Laisia - Les Molunes (km 175,5) 1re catégorie (11,7 km à 6,4%) \| \| ---------------------------------------------------------------------------------- \| ---------------------------------------------------------------------------------- \| ---------------------------------------------------------------------------------- \| ---------------------------------------------------------------------------------- \| ---------------------------------------------------------------------------------- \| \| \| Coureur \| Pays \| Équipe \| Point(s) \| \| 1er \| Lilian Calmejane \| France \| Direct Énergie \| 10 \| \| 2e \| Robert Gesink \| Pays-Bas \| Lotto NL-Jumbo \| 8 \| \| 3e \| Guillaume Martin \| France \| Wanty-Groupe Gobert \| 6 \| \| 4e \| Nicolas Roche \| Irlande \| BMC Racing \| 4 \| \| 5e \| Serge Pauwels \| Belgique \| Dimension Data \| 2 \| \| 6e \| Brice Feillu \| France \| Fortuneo-Vital Concept \| 1 \| \| modifier \| \| \| \| \| |                  |          |                        |          |
| Côte de la Combe de Laisia - Les Molunes (km 175,5) 1re catégorie (11,7 km à 6,4%) |                  |          |                        |          |
| | Coureur          | Pays     | Équipe                 | Point(s) |
| 1er | Lilian Calmejane | France   | Direct Énergie         | 10       |
| 2e | Robert Gesink    | Pays-Bas | Lotto NL-Jumbo         | 8        |
| 3e | Guillaume Martin | France   | Wanty-Groupe Gobert    | 6        |
| 4e | Nicolas Roche    | Irlande  | BMC Racing             | 4        |
| 5e | Serge Pauwels    | Belgique | Dimension Data         | 2        |
| 6e | Brice Feillu     | France   | Fortuneo-Vital Concept | 1        |
| modifier |                  |          |                        |          |

## Classements à l'issue de l'étape

### Classement général
| \| Classement général \| Classement général \| Classement général \| Classement général \| Classement général \| \| Coureur \| Coureur \| Pays \| Équipe \| Temps \| \| ------------------ \| ------------------ \| ------------------ \| ------------------ \| ------------------ \| \| 1er \| Christopher Froome \| Royaume-Uni \| Team Sky \| 33 h 19 min 10 s \| \| 2e \| Geraint Thomas \| Royaume-Uni \| Team Sky \| + 12 s \| \| 3e \| Fabio Aru \| Italie \| Astana \| + 14 s \| \| 4e \| Dan Martin \| Irlande \| Quick-Step Floors \| + 25 s \| \| 5e \| Richie Porte \| Australie \| BMC Racing Team \| + 39 s \| \| 6e \| Simon Yates \| Royaume-Uni \| Orica-Scott \| + 43 s \| \| 7e \| Romain Bardet \| France \| AG2R La Mondiale \| + 47 s \| \| 8e \| Alberto Contador \| Espagne \| Trek-Segafredo \| + 52 s \| \| 9e \| Nairo Quintana \| Colombie \| Movistar Team \| + 54 s \| \| 10e \| Rafał Majka \| Pologne \| Bora-Hansgrohe \| + 1 min 01 s \| |                    |             |                   |                  |
| |                    |             |                   |                  |
| Source : ProCyclingStats |                    |             |                   |                  |
| Classement général |                    |             |                   |                  |
| Coureur | Coureur            | Pays        | Équipe            | Temps            |
| 1er | Christopher Froome | Royaume-Uni | Team Sky          | 33 h 19 min 10 s |
| 2e | Geraint Thomas     | Royaume-Uni | Team Sky          | + 12 s           |
| 3e | Fabio Aru          | Italie      | Astana            | + 14 s           |
| 4e | Dan Martin         | Irlande     | Quick-Step Floors | + 25 s           |
| 5e | Richie Porte       | Australie   | BMC Racing Team   | + 39 s           |
| 6e | Simon Yates        | Royaume-Uni | Orica-Scott       | + 43 s           |
| 7e | Romain Bardet      | France      | AG2R La Mondiale  | + 47 s           |
| 8e | Alberto Contador   | Espagne     | Trek-Segafredo    | + 52 s           |
| 9e | Nairo Quintana     | Colombie    | Movistar Team     | + 54 s           |
| 10e | Rafał Majka        | Pologne     | Bora-Hansgrohe    | + 1 min 01 s     |

### Classement par points
| Classement par points | Classement par points | Classement par points | Classement par points      | Classement par points |
| Coureur               | Coureur               | Pays                  | Équipe                     | Points                |
| --------------------- | --------------------- | --------------------- | -------------------------- | --------------------- |
| 1er                   | Marcel Kittel         | Allemagne             | Quick-Step Floors          | 212 pts               |
| 2e                    | Arnaud Démare         | France                | FDJ                        | 182 pts               |
| 3e                    | Michael Matthews      | Australie             | Team Sunweb                | 140 pts               |
| 4e                    | André Greipel         | Allemagne             | Lotto-Soudal               | 130 pts               |
| 5e                    | Alexander Kristoff    | Norvège               | Katusha-Alpecin            | 113 pts               |
| 6e                    | Sonny Colbrelli       | Italie                | Bahrain-Merida             | 73 pts                |
| 7e                    | Edvald Boasson Hagen  | Norvège               | Dimension Data             | 66 pts                |
| 8e                    | Nacer Bouhanni        | France                | Cofidis, Solutions Crédits | 54 pts                |
| 9e                    | Dan Martin            | Irlande               | Quick-Step Floors          | 51 pts                |
| 10e                   | Fabio Aru             | Italie                | Astana                     | 45 pts                |

### Classement du meilleur jeune
| Classement général du meilleur jeune | Classement général du meilleur jeune | Classement général du meilleur jeune | Classement général du meilleur jeune | Classement général du meilleur jeune |
|                                      | Coureur                              | Pays                                 | Équipe                               | Temps                                |
| ------------------------------------ | ------------------------------------ | ------------------------------------ | ------------------------------------ | ------------------------------------ |
| 1er                                  | Simon Yates                          | Royaume-Uni                          | Orica-Scott                          | en 33 h 19 min 53 s                  |
| 2e                                   | Pierre Latour                        | France                               | AG2R La Mondiale                     | + 24 s                               |
| 3e                                   | Louis Meintjes                       | Afrique du Sud                       | UAE Emirates                         | + 41 s                               |
| 4e                                   | Emanuel Buchmann                     | Allemagne                            | Bora-Hansgrohe                       | + 46 s                               |
| 5e                                   | Guillaume Martin                     | France                               | Wanty-Groupe Gobert                  | + 1 min 40 s                         |
| 6e                                   | Lilian Calmejane                     | France                               | Direct Énergie                       | + 2 min 41 s                         |
| 7e                                   | Alexey Lutsenko                      | Kazakhstan                           | Astana                               | + 11 min 8 s                         |
| 8e                                   | Tiesj Benoot                         | Belgique                             | Lotto-Soudal                         | + 14 min 25 s                        |
| 9e                                   | Michael Valgren                      | Danemark                             | Astana                               | + 15 min 58 s                        |
| 10e                                  | Jay McCarthy                         | Australie                            | Bora-Hansgrohe                       | + 16 min 6 s                         |
| modifier                             |                                      |                                      |                                      |                                      |

### Classement du meilleur grimpeur
| Classement du meilleur grimpeur | Classement du meilleur grimpeur | Classement du meilleur grimpeur | Classement du meilleur grimpeur | Classement du meilleur grimpeur |
| ------------------------------- | ------------------------------- | ------------------------------- | ------------------------------- | ------------------------------- |
|                                 | Coureur                         | Pays                            | Équipe                          | Point(s)                        |
| 1er                             | Lilian Calmejane                | France                          | Direct Énergie                  | 11 points                       |
| 2e                              | Fabio Aru                       | Italie                          | Astana                          | 10 pts                          |
| 3e                              | Robert Gesink                   | Pays-Bas                        | Lotto NL-Jumbo                  | 8 pts                           |
| 4e                              | Dan Martin                      | Irlande                         | Quick-Step Floors               | 8 pts                           |
| 5e                              | Warren Barguil                  | France                          | Sunweb                          | 7 pts                           |
| 6e                              | Guillaume Martin                | France                          | Wanty-Groupe Gobert             | 6 pts                           |
| 7e                              | Christopher Froome              | Royaume-Uni                     | Sky                             | 6 pts                           |
| 8e                              | Jan Bakelants                   | Belgique                        | AG2R La Mondiale                | 5 pts                           |
| 9e                              | Serge Pauwels                   | Belgique                        | Dimension Data                  | 5 pts                           |
| 10e                             | Nicolas Roche                   | Irlande                         | BMC Racing                      | 4 pts                           |
| modifier                        |                                 |                                 |                                 |                                 |

### Classement par équipes
| Classement par équipes | Classement par équipes | Classement par équipes | Classement par équipes |
| Équipe                 | Équipe                 | Pays                   | Temps                  |
| ---------------------- | ---------------------- | ---------------------- | ---------------------- |
| 1re                    | Sky                    | Royaume-Uni            | 99 h 58 min 32 s       |
| 2e                     | BMC Racing Team        | États-Unis             | + 1 min 59 s           |
| 3e                     | AG2R La Mondiale       | France                 | + 3 min 21 s           |
| 4e                     | Cannondale-Drapac      | États-Unis             | + 3 min 35 s           |
| 5e                     | Orica-Scott            | Australie              | + 3 min 58 s           |
| 6e                     | Astana                 | Kazakhstan             | + 6 min 00 s           |
| 7e                     | Bora-Hansgrohe         | Allemagne              | + 7 min 01 s           |
| 8e                     | Movistar Team          | Espagne                | + 7 min 23 s           |
| 9e                     | Fortuneo-Oscaro        | France                 | + 9 min 45 s           |
| 10e                    | Trek-Segafredo         | États-Unis             | + 14 min 57 s          |

## Autour de l'étape
Franck Ferrand, qui commentait pour la première année sur France Télévisions l'histoire et la géographie des régions traversées par le Tour de France, a profité de cette huitième étape pour présenter sa thèse d'une localisation jurassienne du site d'Alésia. Au cours de l'étape précédente, il n'avait pas mentionné le site d'Alise-Sainte-Reine.